# György Bakos
György Bakos (Hungría, 6 de julio de 1960) es un atleta húngaro retirado especializado en la prueba de 60 m vallas, en la que consiguió ser campeón europeo en pista cubierta en 1985.

## Carrera deportiva
En el Campeonato Europeo Junior de 1979, celebrado en la ciudad polaca de Bydgoszcz finalizó segundo en los 110 metros vallas, con un tiempo de 14.23 segundos.
En el Campeonato Europeo de Atletismo en Pista Cubierta de 1985 ganó la medalla de oro en los 60 m vallas, con un tiempo de 7.60 segundos, por delante del checoslovaco Jiří Hudec  y del soviético Vyacheslav Ustinov.